# Sonia Fraguas
Sonia Fraguas (nascida em 20 de novembro de 1977) é uma ginasta espanhola. Ela competiu em seis eventos nos Jogos Olímpicos de Verão de 1992.